# Manuel Fernández Iruela
Manuel Fernández Iruela (Pozo Alcón, Andalusia, 3 d'agost de 1956) és un atleta especialitzat en curses de fons.

## Biografia
Resideix a Catalunya des del 1968, quan amb dotze anys al costat de la seva família va venir a viure a Palafrugell, on es va iniciar en el món de l'atletisme. Participà a la primera marató de Catalunya, celebrada a aquesta població l'any 1978. L'any 1981 va córrer la marató de Nova York i l'any 1982 aconseguí la seva millor marca, de 2h.22'10", en el Campionat d'Espanya. Fou campió de Catalunya de marató en dues ocasions, els anys 1981 i 1983, i una vegada dels 30 km el 1983. També ha estat entrenador d'alguns dels millors atletes de les comarques gironines, que han aconseguit diversos campionats estatals de cros i en proves de mitja i llarga distància. A més de la seva activitat com a atleta i entrenador estatal d'atletisme, Manel Fernández també ha estat un gran impulsor de l'esport a través de la seva activitat en diferents clubs, com el CO Farners o el CA Lloret-La Selva, del qual ha estat el seu president, o en institucions com la secretaria del Consell Esportiu del Consell Comarcal de la Selva. Durant l'etapa de major esplendor de l'equip, quan jugava a segona divisió, també fou preparador físic del CF Palamós. També ha estat impulsor del Circuit Gironí de Cros.
Manuel Fernández és germà del polític del PSC Juli Fernández i Iruela, que ha estat diputat al Congrés dels Diputats, diputat al Parlament de Catalunya, i alcalde de Palafrugell del 2011 al 2017.
L'any 2022 el periodista Joan Carles Codolà Vilahur va publicar un llibre sobre la biografia i trajectòria esportiva de Manuel Fernández Iruela, "L'home que corre, Manel Fernández Iruela".